# Erik XIV
Erik XIV, född 13 december 1533 på Tre Kronor, död 26 februari 1577 på Örbyhus slott, var Sveriges kung mellan 1560 och 1568. Som kung tog han norra Estland under sitt beskydd, vilket var en av orsakerna till det nordiska sjuårskriget med Danmark-Norge. En period av sinnessjukdom inleddes med Sturemorden 1567, och fastän Erik XIV senare tillfrisknade bidrog detta till att han året därpå avsattes och efterträddes av sin bror Johan III. Denne höll honom först fången men beordrade troligen till sist att han skulle dödas genom förgiftning.
Erik XIV var son till Gustav Vasa och Katarina av Sachsen-Lauenburg. Han härstammade genom sin mor från såväl Erikska ätten som Bjälboätten. Katarina av Sachsen-Lauenburg härstammade från Ingeborg Birgersdotter, dotter till Birger jarl och prinsessan Ingeborg Eriksdotter av Sverige. Ingeborg Birgersdotter gifte sig år 1270 med hertig Johan I av Sachsen-Lauenburg. Erik var vidare halvbror till Johan III och Karl IX samt farbror till Sigismund och Gustav II Adolf. Han gifte sig i juli 1568 med Karin Månsdotter (1550–1612).
Erik XIV var inspirerad av Johannes Magnus historiska verk Historia de omnibus Gothorum Sveonumque regibus som innehöll en lång rad påhittade kungar med namnen Erik och Karl. Erik XIV accepterade detta som historisk sanning och antog det höga talet XIV (14) som sitt regentnummer för att visa vilken lång och ärorik historia Sverige hade (hans bror Karl IX gjorde detsamma när han blev kung). På den vedertagna listan över Sveriges regenter finns inte tretton kungar med namnet Erik före Erik XIV, utan som mest åtta. Numret XIV följer inte heller strikt Johannes Magnus regentlängd, som innehåller tolv kungar med namnet Erik men exkluderar Erik Magnusson av Sverige.

## Biografi

### Barn- och ungdomsår
Erik XIV föddes på slottet Tre Kronor klockan 9 på kvällen lördagen den 13 december 1533. Före två års ålder förlorade han sin mor, och innan han ännu fyllt tre hade han fått en styvmor, Margareta Eriksdotter (Leijonhufvud). Erik fick en ytterst god uppfostran. Hans förste lärare blev den lärde tysken Georg Norman, vars tjänster dock snabbt behövdes på andra håll inom den svenska statsförvaltningen. Han ersattes av den franske kalvinisten Dionysius Beurreus, som även undervisade Eriks bror Johan, och verkar ha varit uppskattad av båda. Även Olaus Canuti Helsingius tjänade som prinsens informator.

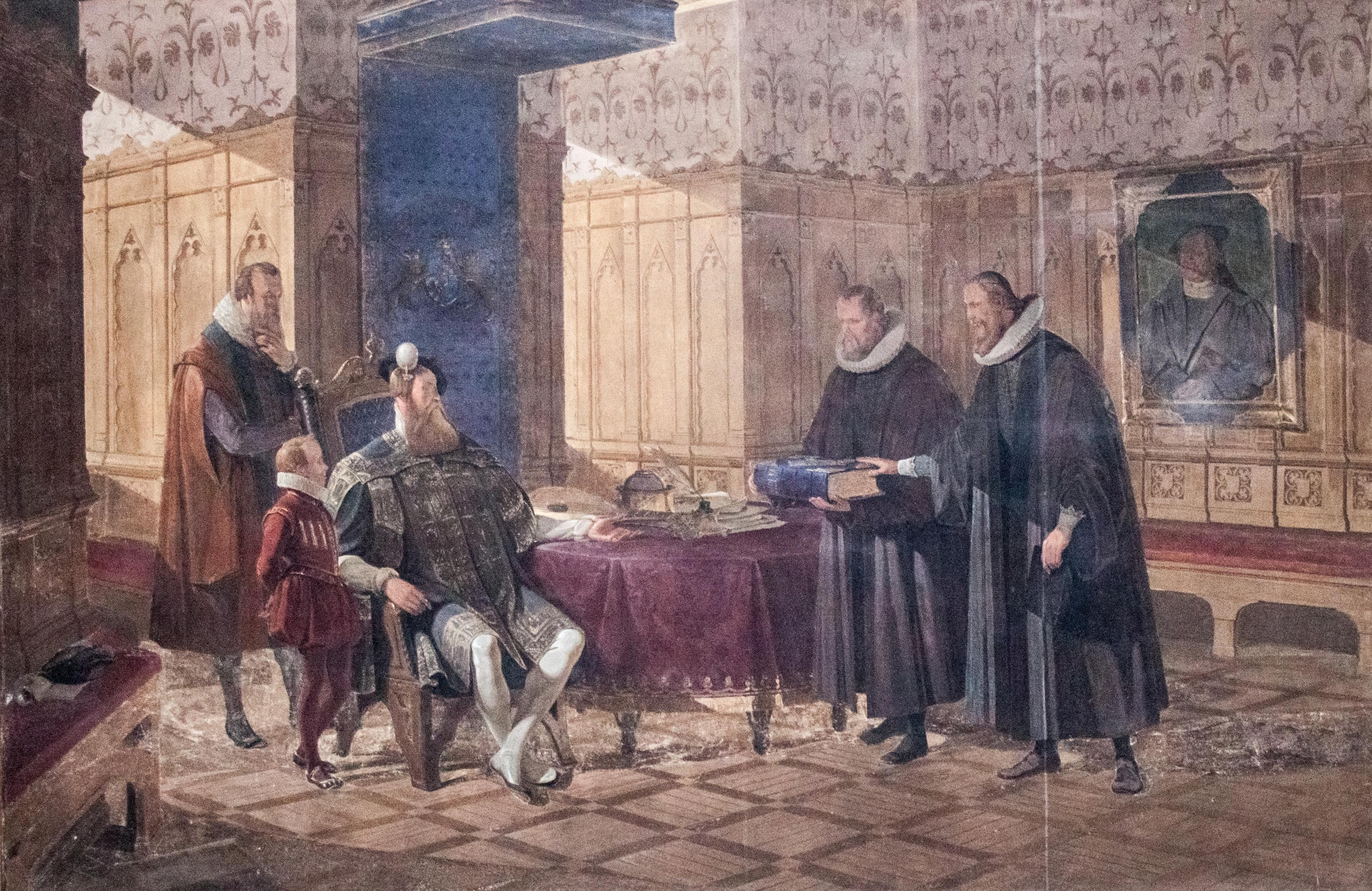
Fadern kung Gustav tar emot den första svenska Bibeln med unge Erik vid sin sida (som Johan Gustaf Sandberg föreställde sig scenen på 1830-talet).

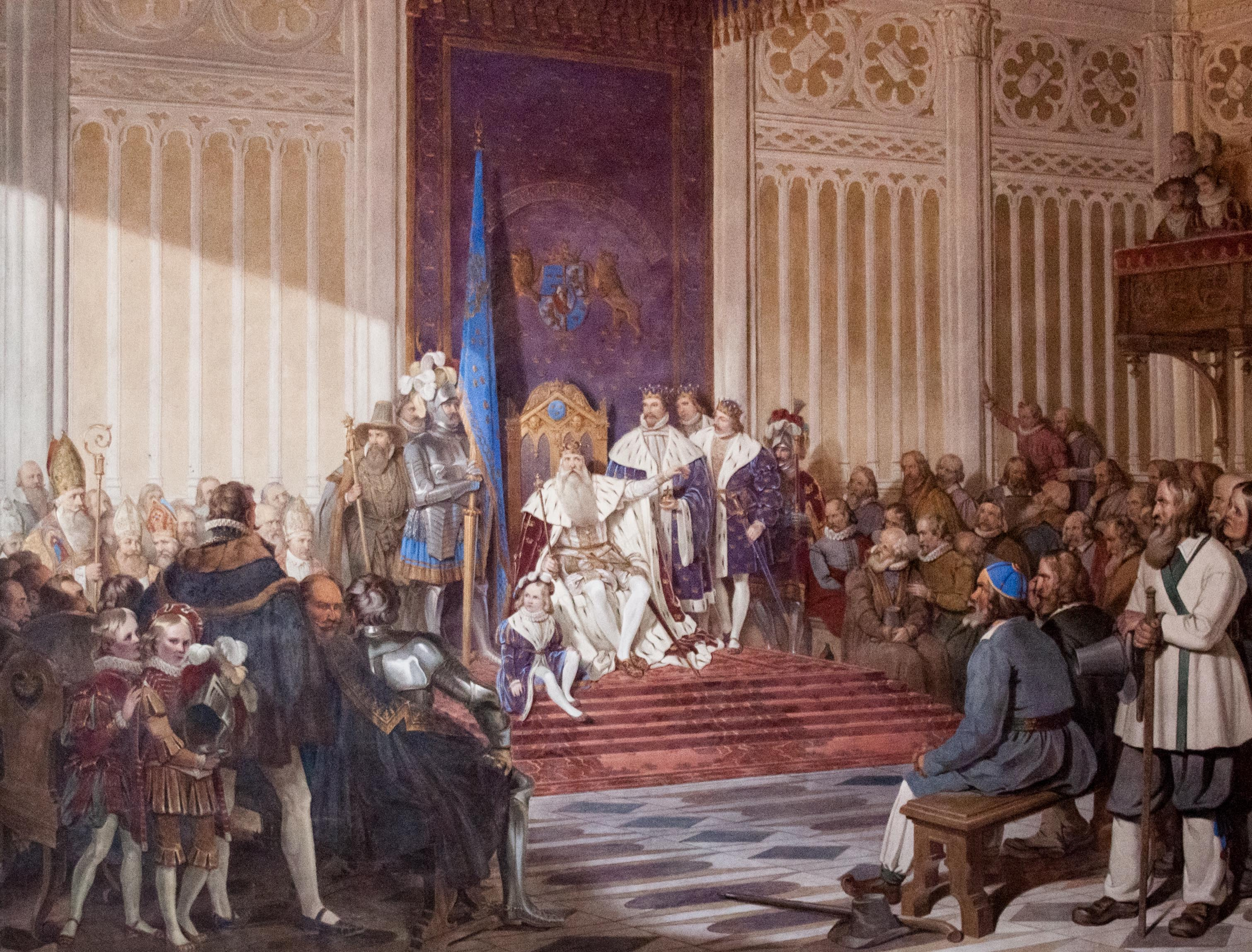
Gustav Vasa tar adjö med alla sönerna närvarande - ett tal som faktiskt hölls 1560, här skildrat på 1830-talet av J G Sandberg.

Erik nådde höjden av sin tids bildning: han hade utmärkta insikter i främmande språk och matematik, var väl bevandrad i historia och skrev med en smak och en skärpa, som röjde hans förtroliga bekantskap med retoriken och logiken. Han var även välbevandrad inom astrologi. Han var dessutom en mästare i ridderliga idrotter, sjöng och spelade (luta) väl samt kunde teckna skickligt. Framträdande dåliga egenskaper hos Erik var hans koleriska och misstänksamma läggning, vilket även uppvisades av såväl hans far som hans bröder.
Kung Gustav skrev sitt testamente 1557 och delade upp riket i ärftliga hertigdömen åt sina söner. Johan hade redan året innan blivit utnämnd till hertig över Finland och sönerna Magnus och Karl fick nu sina hertigdömen. Från det att Erik började uppträda offentligt, kallades han "utvald konung" (men efter riksdagen i Stockholm 1560 blev han Sveriges "arvkonung"). År 1557 fick Erik som hertig Kalmar och Kronobergs län samt Öland i förläning (vartill 1559 kom Tjust) och höll därefter sitt hov i Kalmar. 
Den försiktige och konservative gamle kungens åsikter bröts ibland mot dem hos hans snabbtänkte och bildade äldste son, som ville modernisera riket och inte var lika sparsam som kungen. Men kungen oroades också väl så mycket av hertig Johans obetänksamma och självsvåldiga politik gentemot Livland, Ryssland och Polen. Riktigt rasande blev kungen över hanteringen av den tidens stora skandal, "bullret i Vadstena". Skandalen skedde efter bröllopet 1559 mellan hertigarnas syster prinsessan Katarina Gustavsdotter Vasa och greve Edzard II av Ostfriesland, då julfirande vidtog på Vadstena slott. Brudgummens bror greve Johan ertappades därvid på nattligt besök i brudens syster prinsessan Cecilias sovrum, blev gripen och kastad i tornet. Kungen blev rasande framför allt på hertig Erik själv för att han gjort offentlig sak av en händelse som borde ha stannat inom familjen. Skulle hans döttrar bli en visa över hela Europa?
Då kung Gustav började åldras måste arvingarna planera för framtiden. Hertig Erik behövde se sig om efter en passande framtida drottning. Hans mormor Katarina av Braunschweig-Wolfenbüttel, änkehertiginna av Sachsen-Lauenburg, liksom Dionysius Beurreus och Jöran Persson rådde honom att söka sin tillkommande i de utländska kungahusen hellre än i den svenska högadeln. Det bästa partiet på kontinenten var den engelske kungen Henrik VIII:s dotter Elisabet, krönt 1558 till drottning Elisabet I. Brodern hertig Johan ville äkta den polske kungen Sigismund II Augusts syster Katarina Jagellonica. Bröderna stöttade varandra härvidlag gentemot gamle kung Gustavs motstånd och Johan avreste tillsammans med Sten Eriksson Leijonhuvud till England med en påkostad friardelegation. Delegationen återkom i april 1560 med rekommendationen att tronföljaren själv borde göra en friarresa i egen hög person. Kungens och ständernas godkännande inhämtades och hertig Erik kunde starta förberedelser för resan. I mitten av augusti begav han sig mot Älvsborg där flottan hade samlats för överresan, men planerna fick plötsligt skrinläggas eftersom kung Gustavs hälsa hastigt försämrades. Kungen avled sedan den 29 september 1560.

### Erik XIV:s kröning

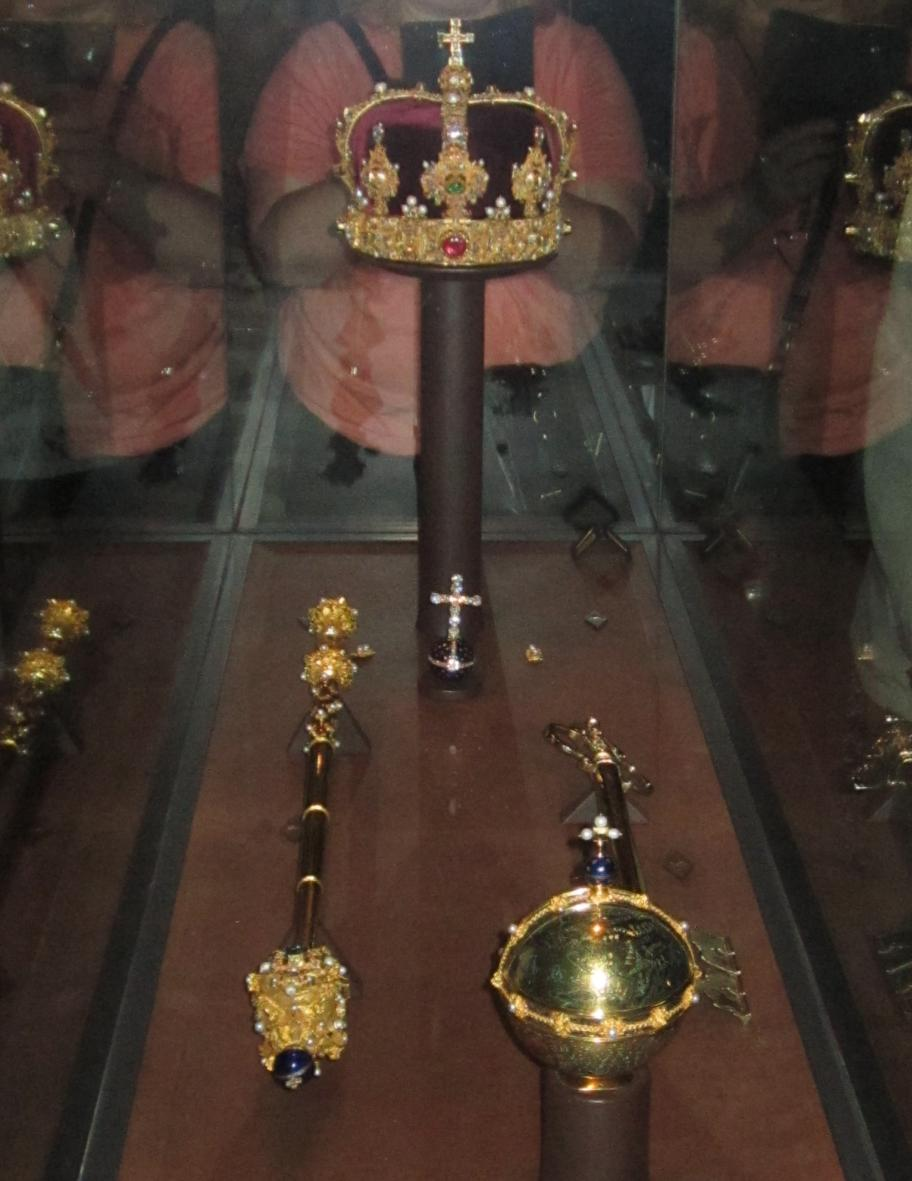
Kungakronan, spiran, äpplet och nyckeln tillverkade för Eriks kröning, som de förvaras i Skattkammaren. De är bland de förnämsta av de svenska riksregalierna.

Söndagen den 29 juni 1561 kröntes Erik XIV i Uppsala domkyrka. Kröningen var mycket påkostad. För första gången skulle det arvrike som Eriks far Gustav Vasa inrättat manifesteras i en ceremoni. Erik (och hans ätt) skulle genom kröningen få sin makt av Gud. Helt nya kröningsregalier tillverkades. Kronan tillverkades i Stockholm av flamländaren Cornelis ver Weider, som var Eriks guldsmed sedan 1559. Med inspiration från bland annat England införde Erik den slutna kronan i Norden. Den var en symbol för vittomfattande makt och ersatte de öppna kronorna som var vanliga under medeltiden. En spira (tillverkad av Hans Weidenrik), ett äpple (också tillverkad av ver Weider)och en nyckel (av Peter Holtswijller) tillverkades också. Nyckeln saknade motsvarighet i andra länder. Tillsammans med Gustav Vasas svärd bildade dessa regalier riksregalierna. Svärdet symboliserade försvaret mot fienden, samt att beskydda det goda och bekämpa det onda. Kronan representerade konungslig makt, kunglig ära och en kungamakt av Guds nåde. Spiran representerade den dömande makten, att regera och döma med rättvisa. Äpplet symboliserade den territoriella makten och regentskapet över ett kristet rike och nyckeln slutligen skulle stänga ute det onda.
På kröningsdagen gick Erik i procession från Slottet till Uppsala domkyrka. Erik var dyrbart klädd i pärlstickad rock, barett, tröja och vita hosor. Hela vägen från slottet till domkyrkan var täckt av en röd matta, kantad av knektar. Alla gick till fots, Erik själv under en himmel av röd sammet. Drabanter bar sköldar med orden "Jehova Cui vult dat", Gud giver åt den han vill. Regalierna bars av de blivande grevarna och friherrarna. Vid kyrkporten hälsades kungen av ärkebiskopen Laurentius Petri, som efter ett inledande musikinslag tog plats i predikstolen för att hålla kröningspredikan om "överhetens kall och ämbete och undersåtarnas plikt, hörsamhet och lydnad". Kungaeden lästes upp av ärkebiskopen och Erik svor den med handen på Bibeln. Efter det svor Hertig Johan och Magnus sin ed till kungen. Därefter följde smörjelsen, som gjorde att Erik blev kung av Guds nåde, dvs fick sin makt av Gud. Själva kröningen skedde genom att Erik tog emot regalierna av ärkebiskopen och därmed tilldelades deras symboliska betydelser. Kungen utsåg nio friherre vid kröningen vilket inkluderade medlemmar i ätterna Stenbock, Leijonhufvud, Grip, Oxenstierna, Fleming, Gera och Horn.
Vid uttåget ur kyrkan kastades kröningspenningar och folket bjöds på fest utanför bondkyrkan. Kungen och gästerna festade i slottssalen. Enligt Simon Fischer hade gästerna då utspisats med 300 får, 64 oxar, 500 gäss och tusen höns.
Eriks kröning var den första i arvriket. Den blev stilbildande för kröningarna i Sverige fram till slutet av 1800-talet. Regalierna är fortfarande Sveriges riksregalier.

### Erik XIV som kung
Efter sin tronbestigning 1560 skyndade Erik att ta vara på sin makt, framför allt gentemot sina bröder, vilka fadern lämnat betydande delar av riket såsom ärftliga hertigdömen, men vilkas ställning till kronan han inte närmare bestämt. Erik uppvisade en hög grad av politisk klokhet, då han genom Arboga artiklar 1561 berövade hertigarna all rätt att vara något annat än kungens undersåtar. Man har föreslagit, att Erik ytterligare strävat efter att minska avståndet mellan hertigarna och sina övriga undersåtar, då han vid sin kröning den 29 juni 1561 införde greve- och friherrevärdigheterna i Sverige. Dessa tjänade dock snarare till att knyta adeln närmare till sig, vilket han även gjorde genom att avstå från vissa av de gods hans far dragit in.

#### Osämjan mellan bröderna
Redan vid arvskiftet efter fadern hade Erik gjort sin kungliga myndighet gällande på ett sätt som förargade Johan, hertig i Finland, och Arboga artiklar var inte ägnade att blidka honom. Även andra motsättningar uppstod mellan bröderna. År 1561 tog Erik Reval i sitt beskydd och började erövra i Estland. De blev bestämmande för riktningen av Sveriges utrikespolitik under århundraden, eftersom de inledde Sverige på erövringens väg, lade grunden till dess välde på andra sidan Östersjön och inledde den förbittrade kampen över kontrollen över området, med Polen och Ryssland som främsta medtävlare, även om också Danmark hade intressen i området.
Eriks erövringar korsade Johans planer på landvinningar i samma trakter, som låg nära dennes hertigdöme. Dessa planer hade Erik före sin tronbestigning understött. Johan sökte istället – mot Eriks uttryckliga vilja – Polens hjälp för att nå sitt mål och gifte sig 1562 med Katarina Jagellonica, lånade ut betydande summor till den polske kungen och fick som pant för lånet sju fasta platser i Livland. Dessa låg i gränslandet mot det område som Erik kontrollerade, och var troligen tänkta att hindra denne från att utsträcka sina erövringar ytterligare. Han beordrade istället sitt krigsfolk att särskilt inrikta sig mot dessa slott, och två av dem föll även i hans händer.
Erik såg spår av förräderi i Johans beteende. Knappt hade Johan kommit hem från Polen till Åbo, förrän Erik med häftighet uppmanade honom att förklara sig för Polen eller Sverige. Johan blev förnärmad och svarade undvikande. Några oförsiktiga yttranden av en väpnare som varit i Johans tjänst stegrade kungens misstankar till det yttersta. Han stämde Johan (23 april 1563) att svara på anklagelser för högförräderi och lät riksdagen (7 juni 1563) döma honom till döden. Då han satte sig till motvärn i Åbo, lät Erik anfalla honom. Johan gav sig fången (12 augusti 1563), benådades till livet, men inspärrades samma år på Gripsholms slott.

#### Nordiska sjuårskriget
Medan denna brödrafejd pågick, invecklades Erik i krig med Danmark och Lübeck, det så kallade Nordiska sjuårskriget (1563–1570). Eriks estländska politik, genom vilken Danmarks och Lübecks intressen i Östersjöländerna motarbetades, var en bidragande orsak till även denna förveckling, som också hade sin grund i danska planer på att återställa unionen. Erik deltog personligen i detta krig vid åtskilliga tillfällen under åren 1563, 1564, 1565 och 1568, men utan större framgång. Han teoretiserade visserligen mycket i krigskonsten, men hans befallningar var till den grad orealistiska i fråga om både den tid och de resurser som fanns tillgängliga att de ofta inte gick att genomföra. Detta gjorde att Erik ofta bytte befälhavare vilket ytterligare bidrog till att kriget till lands inte gick enligt de uppgjorda planerna, även om framgångar inte saknades. Erik var dock en tämligen skicklig organisatör, och kämpade för att modernisera sina trupper. Förhållningsorderna för erövrade områden var att befolkningen till en början skulle behandlas med mildhet, och fås att svära trohet till Sverige. Om de vägrade skulle de dock slås ihjäl, alternativt deporteras till Sverige och ersättas med troget folk.
Till havs vann den svenska flottan flera betydelsefulla segrar och kunde under stora delar av kriget dominera Östersjön.

#### Misstänksamhet och planer på giftermål
Eriks förfarande mot Johan blev ödesdigert. Erik misstänkte att han ådragit sig hat från högadel, som var besläktad med Johan. Hans oro visade sig i hans beteende mot Nils Sture. Enligt Erik Gustaf Geijers Svenska folkets historia skulle han i denne sett den ljushårige man, som han – fortfarande enligt Geijer – i stjärnorna utläst skulle störta honom från tronen. Denna teori har inget stöd i samtida källor. Sture dömdes, efter att ha deltagit i ett misslyckat försök att inta Bohus fästning, för högförräderi till döden av Höga nämnden. Höga nämnden var en överdomstol som Erik inrättat 1561, närmast som en förvaltningsdomstol, men som övergått till ett förföljelsemedel i hans hand, med Jöran Persson som anklagare. Nils Sture benådades dock men fick hålla ett skymfligt tåg genom Stockholms gator (15 juni 1566). Ett par dagar därefter skickades Sture såsom Eriks ambassadör i friarärenden till Lothringen.
Efter sina första misslyckade friarförsök hos Elisabet hade Erik vänt sina blickar till Maria Stuart, möjligen för att utöva utpressning mot Elisabet. Hans giftermålsförslag till henne främjades av Per Brahe och Charles de Mornay i början av 1562, men i slutändan, den 30 juni, fick Erik ett formellt avslag från Maria Stuart som hänvisade till sin sorg efter sin makes bortgång (Kung Frans II av Frankrike) två år tidigare. Då framgången inte följde dem, öppnade Erik i juli 1562 giftermålsunderhandlingar med prinsessan Kristina av Hessen. Då dessa i februari 1564 avbröts genom upptäckten av ett av Eriks kärleksbrev till Elisabet, anmälde han sig som friare hos prinsessan Renata av Lothringen, en dotterdotter till kung Kristian II, inte utan avsikt att genom henne vinna arvsrätt till danska länder.

#### Den psykiska ohälsan tilltar
Eriks misstänksamhet riktades inte enbart mot hans bröder och stormän. Vid ett tillfälle dömdes två av kungens väktare till döden för att de "på ett avsides ställe lagt trenne käppar i kors och i mitten ställt en kanna, en kappe och ett halster". Detta gjorde kungen mycket missnöjd, eftersom han inte kunde tänka sig något annat än att föremålen hade placerats där för att användas för trolldom. Över hela landet hade den misstänksamma kungen spioner ute för att fånga upp vad folk sade och tänkte om honom. Det finns fortfarande många skriftliga rapporter bevarade om vad var och en hade "hört och sett" i sitt område. I en dagboksanteckning från år 1566 skriver Erik: "Den 22 juni tillsatte jag spejare i husen i Stockholm."
I Riksarkivet finns en lång lista på "alle de kunskapare, som både här inrikes och utanlands brukas". Den visar hur utvecklat Eriks spionerisystem var. Särskilda spioner var anställda hos Eriks bröder och hos Per Brahe. I Danmark hade Erik kunskapare såväl vid kungens hov som på hans skeppsflotta och bland hans krigsfolk samt i övrigt på en mängd olika platser i landet. Kungens misstänksamhet mot de svenska stormännen underblåstes samtidigt av hans sekreterare och gunstling Jöran Persson. Gunstlingen fick Höga nämnden helt i sitt våld, och under de få år som domstolen verkade hann den döma omkring 300 människor till döden.
Förgripelsen mot Nils Sture var en ren provokation mot aristokratin. Erik greps av fruktan för arvrikets bestånd – en lättförklarlig känsla hos fursten av en uppkomlingsätt och gemensam för Gustav Vasas alla söner. Jöran Persson åtog sig att samla bevis på en adelssammansvärjning som skulle gå ut på att man som hämnd för Stures behandling skulle störta Erik från tronen. Inför Höga nämnden anklagades i maj 1567 flera stormän, bland andra Nils Stures far, greve Svante Sture den yngre, en man som var trogen mot Vasahuset. De anklagade sattes i fängelse i Uppsala där en riksdag samlades för att fälla dom över dem.
Den 16 maj 1567 kom Erik, tydligen i förvirrat tillstånd, till Uppsala. Nils Stures oförmodade ankomst dit den 21 maj (medförande vad som troligen var ett negativt besked då Renates giftermål med hertig Vilhelm V av Bayern kungjordes två veckor senare) ökade hans förvirring. Den 22 maj skrev han ett försonligt brev till greve Svante Sture och besökte honom den 24 maj i fängelset och bad då om förlåtelse för sitt handlingssätt. Då han antagligen inte var övertygad om att den förlåtelse som gavs var uppriktig, förlorade han all besinning och störtade in till Nils Sture, som också var fånge, och stötte först sin dolk och sedan ett spjut i honom. Därpå lät han sina drabanter fullborda morden (se Sturemorden) när också Svante Sture avrättades i sin cell.
Kung Erik lämnade sedan staden för att skynda mot Stockholm och gav på vägen befallning om att döda de övriga fångna herrarna. Han beordrade sedan soldaterna att också hugga ned Beurreus som ilat efter för att be kungen besinna sig. När han insåg vad han gjort försökte han få förlåtelse och försoning med de mördades släktingar och Sveriges övriga adel samt befallde biskoparna (augusti 1567) att uppmana folket att genom förböner avvända himmelens straff. Under Eriks svaghetstillstånd tog rådet över styrelsen av landet, befriade Johan ut fängelset och dömde Jöran Persson till döden. Denna dom verkställdes dock inte av rädsla för hur Erik skulle reagera när han blev frisk.

#### Giftermål under olycksåret
Under detta år, i juli, gifte sig Erik, till en början i tysthet, med sin frilla Karin Månsdotter, en knektdotter som 1565, vid 15 års ålder, upptagits i hans hov och väckt en verklig, djup kärlek hos honom. Så tidigt som 1561 hade han fått både rådets och riksmötets välsignelse att få äkta vem han ville, adlig eller oadlig. Mot slutet av sommaren 1567 – "olycksåret", som Erik kallade det – återföll Erik i psykisk ohälsa. Det yttrade sig inte våldsamt, utan mera genom fixa idéer; t.ex. trodde han att hans bror Johan var kung och han själv avsatt.

#### Tillbaka till verkligheten
Efter att under vintern 1568 ha legat i fält mot danskarna, som under den allmänna förvirringen i riket trängt in i Östergötland, återfick Erik på våren krafter och sitt "gamla sinne". Erik skänkte åter sitt fulla förtroende åt Jöran Persson, förklarade de herrar som hade mördats i Uppsala skyldiga, återkrävde av deras släktingar pengar och dylikt som han lämnat i försoning, och började tala i hotfull ton mot Johan. Eriks stränga, men på lag stödda tillvägagående mot adeln när han krävde att de skulle fullgöra sina skyldigheter att göra rusttjänst, (hans 1563 upptagna räfst efter de gods som adeln tillägnat sig vid reduktionen från kyrkan hade redan avlägsnat aristokratin), sturemorden och Eriks under år 1568 åter vaknande tyranniska böjelse hade gjort honom impopulär bland ledande kretsar.

#### Bröderna tar över
Det högtidliga andra bröllopet med Karin i Storkyrkan den 4 juli 1568 samt hennes därpå följande kröning som drottning Katarina blev droppen som fick bägaren att rinna över, och den 5 juli 1568 startade upproret. De mördade herrarnas släktingar förenade sig med hertig Johan, vars maka Erik tvingats (februari 1567) lova att utlämna till tsar Ivan den förskräcklige för fredens bevarande (ett löfte han dock senare försökte förhandla bort), och som tillsammans med Eriks yngste bror, hertig Karl, 12 juli 1568 höjde upprorsfanan. Den 29 september samma år gav sig Erik, övergiven av alla sina släktingar och förrådd av sitt folk, på slottet Tre Kronor i Stockholm, fången åt sina bröder.

### Avsatt och fängslad

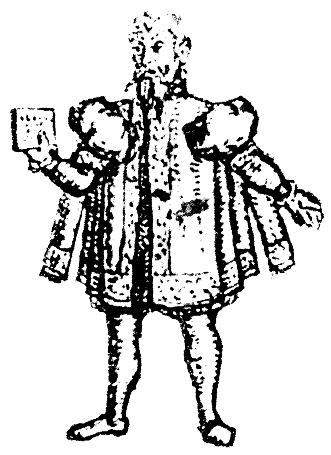
Faksimil av en pennteckning av Erik XIV:s hand på titelbladet till ett ex. av Strabons "De situ orbis".

En riksdag förklarade 1569 att Erik XIV och hans ätt förlorat sin rätt till Sveriges krona och att Erik skulle hållas "i fängslig, dock tillbörlig och furstlig förvaring". Han hölls därefter fången på slottet Tre Kronor (september 1568–juli 1570), Åbo slott (juli 1570–4 augusti 1571), Kastelholms slott (augusti-november 1571), Gripsholms slott (november 1571–juni 1573), Västerås slott (juni 1573–hösten 1574) och Örbyhus slott (hösten 1574–februari 1577). Under fängelsetiden återföll Erik emellanåt i psykisk ohälsa.
Anledningen till det täta ombytet av vistelseort låg i de sammansvärjningar till Eriks förmån, som tid efter annan (1569, 1574,  1576) upptäcktes och som väckte oro och stark misstänksamhet hos Johan, vilken efterträtt Erik på tronen. Denna oro yttrade sig än mer påtagligt i Johans senare beslut att Erik måste dö, något han redan i januari 1572 för sin bror Karl framhöll var nödvändigt. I flera nästan lika lydande brev (1573, 1574, 1575, 1577) gav han Eriks fångvaktare utförliga instruktioner om hur han skulle dödas om försök gjordes att befria honom, och 10 mars 1575 underskrev två riksråd (däribland Bengt Gylta) och de förnämsta prelaterna en formell dödsdom över Sveriges förre regent.

### Eriks död
Den 26 februari 1577 avled Erik i sitt fängelse på Örbyhus slott. Författare från slutet av 1500- och från 1600-talet har dock ingenting märkligt att berätta om Eriks död.
Det är Samuel von Pufendorf ("Continuirte einleitung", tr. 1686) som blev den första som i tryck nämnde att Johan beordrat Eriks avrättning medelst gift. Antagligen hämtade han uppgiften ur Johannes Messenius' "Scondia illustrata", som då endast var tillgänglig i manuskript, och som även innehåller uppgiften om att det skall ha varit förgiftad ärtsoppa, tillredd av Filip Kern. Maträtten ärtsoppa får dock betraktas som obevisbar tradition. De flesta historiker från 1700- och 1800-talen vidhöll  senare denna uppgift. Senare författare ansåg trots det – vissa på grund av de skriftliga källorna, andra av medicinska skäl – att Erik dött en naturlig död.
Erik begravdes ursprungligen i ett nedsänkt gravvalv som sedan blev igenmurat. En skrift placerades på väggen med texten i modern översättning: "Makten gick ifrån mig och tillföll min bror, ty så hade herren bestämt."
Vid en gravöppning, vars initiativ var taget av dåvarande landshövdingen av Västmanland Ragnar Casparsson, under ledning av anatomiprofessorn Carl-Herman Hjortsjö och förre riksantikvarien Martin Olsson nära 400 år senare (påbörjad den 20 januari 1958), gjordes en undersökning av Eriks kvarlevor där man hittade betydande mängder arsenik. Efter att ha utfört ingående textilhistoriska, kemiska och medicinska analyser kom man fram till att "fynden i sin helhet ger … fullt stöd för antagandet att Erik XIV blivit förgiftad med arsenik".
Eriks kvarlevor förvaras i en sarkofag i Västerås domkyrka, där de placerades efter ha grävts upp 1782. Vid gravöppningen 1958 upptäcktes att fötterna hade åtskilts från benen, för att kroppen skulle kunna rymmas i den nya kistan som var för kort.

## Person och eftermäle

### En renässansfurste
Erik var rikt begåvad, och hans naturliga anlag hade utvecklats genom en synnerligen god uppfostran. Ett franskt sändebud vid hans hov skildrade honom på följande vis:
| ” | Konungen av Sverige är en mycket vacker furste, välväxt samt märkvärdigt begåvad och händig för allting. Utom sitt modersmål talar han förträffligt tyska och latin och ganska bra franska. Han är mycket hemma i historien, stor matematiker och ganska god musiker. Han fattar mycket lätt vad man framställer, svarar träffande och snabbt och finner stort nöje i att samspråka med dem, som förstå att tala om höga och viktiga ting. Ganska ofta säger han emot, tydligen för att bättre lära känna deras fyndighet och omdöme. | „ |

Framför allt var Erik en skönhetsälskande natur, och hans begåvning låg åt det estetiska hållet. Han njöt av skön konst, målade själv och spelade luta. Ett vittnesbörd om hans praktälskande konstsinne är inredningen av Kalmar slott. Ryktbara är också hans gobelänger med teman från Sveriges fornhistoria. Han älskade även trädgårdsarbete, som han ägnade sig åt på lediga stunder. Det växthus han lät anlägga på Södermalm blev berömt även i utlandet. Där odlades bland annat vindruvor och pomeranser. Kungen hade också mycket nöja av sitt "fåglehus" vid Uppsala slott. Erik XIV var kort sagt en representant för den skönhetsälskande tidsriktning som kallas renässansen.

### Författarskap och i kulturen

#### Eget författande

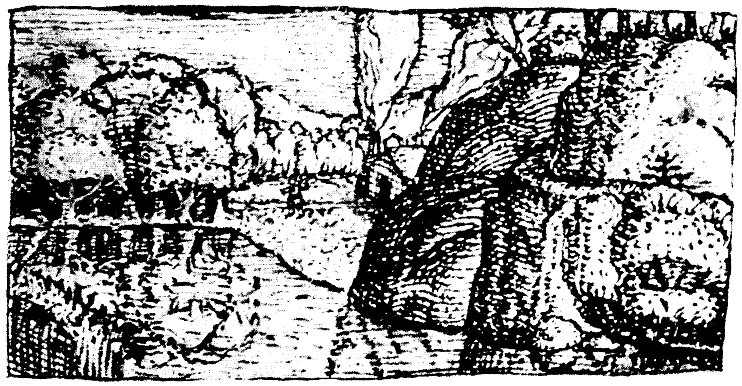
Faksimil av en pennteckning av Erik XIV på titelbladet till ett ex. av Strabons "De situ orbis".

Under fångenskapen, vilken Karin Månsdotter delade till juni 1573, sysselsatte sig Erik med litterära arbeten. Han utförde en (numera förlorad) översättning av Johannes Magnus Svea och Göta krönika och fortsatte med sina latinska dagboksanteckningar (de som fördes under fångenskapen är dock alla förlorade).
Dessutom skrev Erik bland annat omfattande anteckningar i marginalerna och på otryckta blad i ett exemplar av Sabellicus' "Opera omnia", delvis med en spetsig träpinne och sotvatten. Dessa anteckningar, som förvaras i Kungliga biblioteket i Stockholm, gick till större del ut på att försvara hans regeringsåtgärder samt rätten till kronan för de barn Karin fött honom. I såväl Sabellicus' Opera som i ett exemplar av Strabons "De situ orbis" (i Kungliga Vetenskapsakademiens bibliotek i Stockholm) har Erik dessutom gjort en mängd teckningar (jämför vidstående två figurer), "måhända de äldsta av någon bevisligen svensk konstnär" (Ahlqvist). Däremot är Erik inte författare till de två psalmer (nr 180 i 1819 års psalmbok, Beklaga av allt sinne och nr 373 O Gud, vem skall jag klaga i densamma) och den kärleksvisa ("Väl är den, som vitt från höga klippor" etc.), vilka länge tillskrivits honom.[källa behövs]

#### Skönlitterära skildringar
Erik XIV har skildrats ett antal gånger i litteraturen. Detta inkluderar följande:
- Gustaf Fröding skrev i sin diktsamling Stänk och flikar sviten "Ur Kung Eriks visor", vari Erik XIV framträder som diktjaget.
- Kungen har skildrats av August Strindberg i pjäsen Erik XIV (1899).
- I ungdomsboken "Kung Gåtfull" av K.G. Ossiannilsson. Lindblad, 1961.
- Eriks frieri till Elisabet I spelas upp i filmen Elizabeth: The Golden Age (2007), där han avfärdas som galen av drottningen, spelad av Cate Blanchett.
- Erik XIV och stjärnorna. I: Ivar Lo-Johansson: Furstarna. Albert Bonniers, Stockholm, 1974. ISBN 91-0-039099-2

## Förhållanden och barn

### Erik XIV:s älskarinnor
Erik hade flera älskarinnor innan han gifte sig, så kallade frillor, varav Agda Persdotter nämndes redan under Kalmartiden. Hans barn med Agda Persdotter anförtroddes systern Cecilia Vasa, hos vilken Karin Månsdotter i tidig ålder arbetade. Mellan hans förhållande med Agda och före hans förhållande med Karin Månsdotter hade han en hel grupp frillor boendes samtidigt vid hovet; de blev kollektivt kända under namnet Frillohopen.

### Barn
Barn med Karin Månsdotter:
1. Sigrid (1566–1633), förklarad legitim genom äktenskapet
2. Gustav (1568–1607), född inom äktenskapet
3. Henrik (1570–1574), född efter avsättningen
4. Arnold (1572–1573), född efter avsättningen

Barn med frillan Agda Persdotter:
1. Virginia Eriksdotter (1559–1633) 1585 eller 1586 gift med den svenske frälsemannen landshövdingen Håkan Knutsson Hand (död 1633).
2. Constantia Eriksdotter (1560–1649) G.m. kammarjunkaren Henrik Frankelin (d. 1610)
3. Lucretia Eriksdotter (1564–1574) dog ung.

Barn med frillan Karin Jakobsdotter:
1. ett barn vars namn man inte känner. Barnet begravdes år 1565.

## Anfäder
|          |  |  |  |  |  |  |  |                               |  |  |  |  |  |  |  |                                       |  |  |  |  |  |  |  | Johan Kristiernsson Vasa              |
|          |  |  |  |  |  |  |  |                               |  |  |  |  |  |  |  |                                       |  |  |  |  |  |  |  |                                       |
|          |  |  |  |  |  |  |  |                               |  |  |  |  |  |  |  | Erik Johansson Vasa                   |  |  |  |  |  |  |  |                                       |
|          |  |  |  |  |  |  |  |                               |  |  |  |  |  |  |  |                                       |  |  |  |  |  |  |  |                                       |
|          |  |  |  |  |  |  |  |                               |  |  |  |  |  |  |  |                                       |  |  |  |  |  |  |  | Birgitta Gustavsdotter Sture          |
|          |  |  |  |  |  |  |  |                               |  |  |  |  |  |  |  |                                       |  |  |  |  |  |  |  |                                       |
|          |  |  |  |  |  |  |  | Gustav I Vasa                 |  |  |  |  |  |  |  |                                       |  |  |  |  |  |  |  |                                       |
|          |  |  |  |  |  |  |  |                               |  |  |  |  |  |  |  |                                       |  |  |  |  |  |  |  |                                       |
|          |  |  |  |  |  |  |  |                               |  |  |  |  |  |  |  |                                       |  |  |  |  |  |  |  | Måns Karlsson Eka                     |
|          |  |  |  |  |  |  |  |                               |  |  |  |  |  |  |  |                                       |  |  |  |  |  |  |  |                                       |
|          |  |  |  |  |  |  |  |                               |  |  |  |  |  |  |  | Cecilia Månsdotter Eka                |  |  |  |  |  |  |  |                                       |
|          |  |  |  |  |  |  |  |                               |  |  |  |  |  |  |  |                                       |  |  |  |  |  |  |  |                                       |
|          |  |  |  |  |  |  |  |                               |  |  |  |  |  |  |  |                                       |  |  |  |  |  |  |  | Sigrid Eskilsdotter Banér             |
|          |  |  |  |  |  |  |  |                               |  |  |  |  |  |  |  |                                       |  |  |  |  |  |  |  |                                       |
| Erik XIV |  |  |  |  |  |  |  |                               |  |  |  |  |  |  |  |                                       |  |  |  |  |  |  |  |                                       |
|          |  |  |  |  |  |  |  |                               |  |  |  |  |  |  |  |                                       |  |  |  |  |  |  |  | Johan V av Sachsen-Lauenburg          |
|          |  |  |  |  |  |  |  |                               |  |  |  |  |  |  |  |                                       |  |  |  |  |  |  |  |                                       |
|          |  |  |  |  |  |  |  |                               |  |  |  |  |  |  |  | Magnus I av Sachsen-Lauenburg         |  |  |  |  |  |  |  |                                       |
|          |  |  |  |  |  |  |  |                               |  |  |  |  |  |  |  |                                       |  |  |  |  |  |  |  |                                       |
|          |  |  |  |  |  |  |  |                               |  |  |  |  |  |  |  |                                       |  |  |  |  |  |  |  | Dorothea av Brandenburg               |
|          |  |  |  |  |  |  |  |                               |  |  |  |  |  |  |  |                                       |  |  |  |  |  |  |  |                                       |
|          |  |  |  |  |  |  |  | Katarina av Sachsen-Lauenburg |  |  |  |  |  |  |  |                                       |  |  |  |  |  |  |  |                                       |
|          |  |  |  |  |  |  |  |                               |  |  |  |  |  |  |  |                                       |  |  |  |  |  |  |  |                                       |
|          |  |  |  |  |  |  |  |                               |  |  |  |  |  |  |  |                                       |  |  |  |  |  |  |  | Henrik I av Braunschweig-Wolfenbüttel |
|          |  |  |  |  |  |  |  |                               |  |  |  |  |  |  |  |                                       |  |  |  |  |  |  |  |                                       |
|          |  |  |  |  |  |  |  |                               |  |  |  |  |  |  |  | Katarina av Braunschweig-Wolfenbüttel |  |  |  |  |  |  |  |                                       |
|          |  |  |  |  |  |  |  |                               |  |  |  |  |  |  |  |                                       |  |  |  |  |  |  |  |                                       |
|          |  |  |  |  |  |  |  |                               |  |  |  |  |  |  |  |                                       |  |  |  |  |  |  |  | Katharina av Pommern                  |
|          |  |  |  |  |  |  |  |                               |  |  |  |  |  |  |  |                                       |  |  |  |  |  |  |  |                                       |

## Bilder

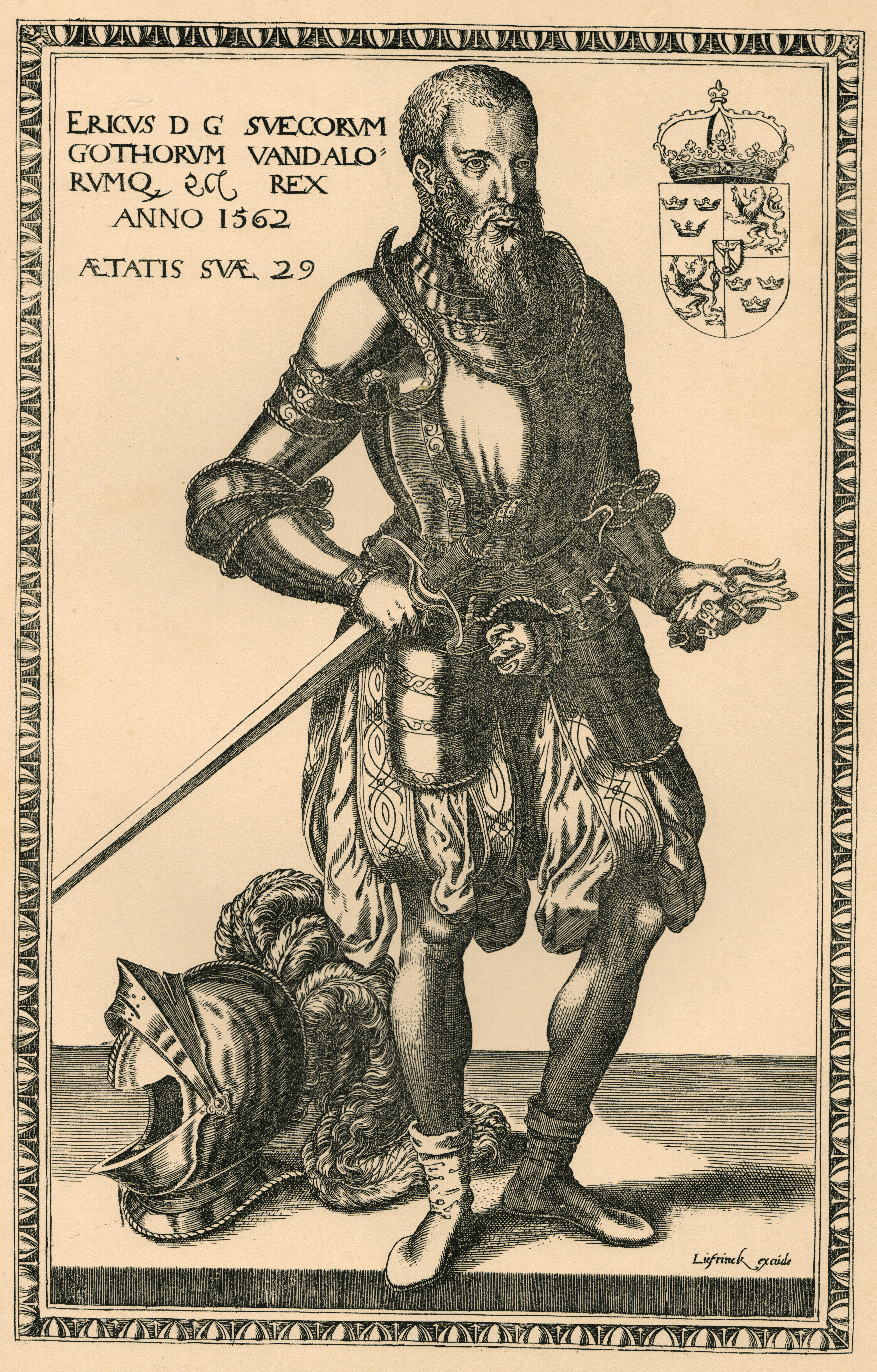
Erik XIV på kopparstick ca 1560, sannolikt av Frans Huys.
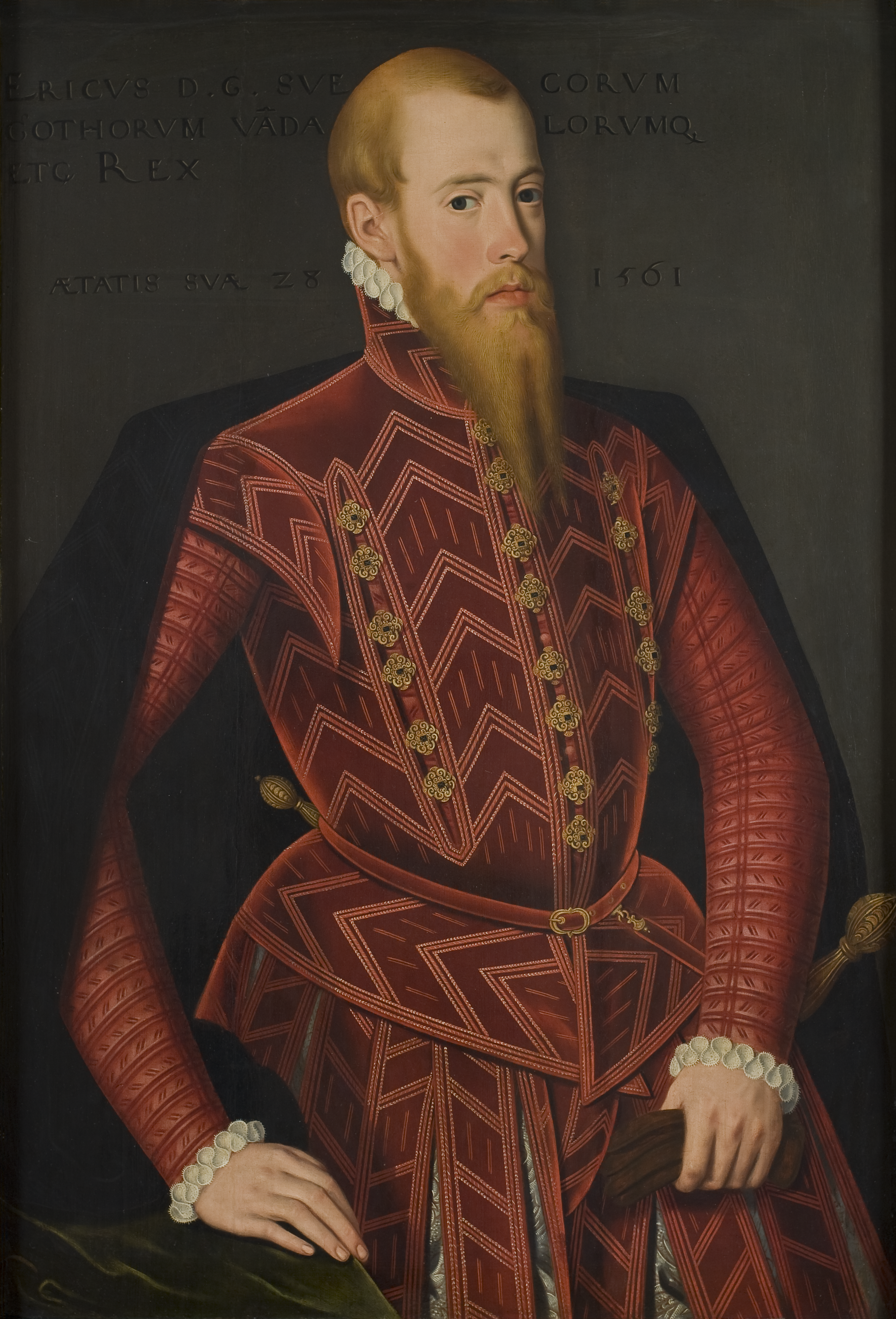
Erik XIV 1561 av Domenicus ver Wildt.
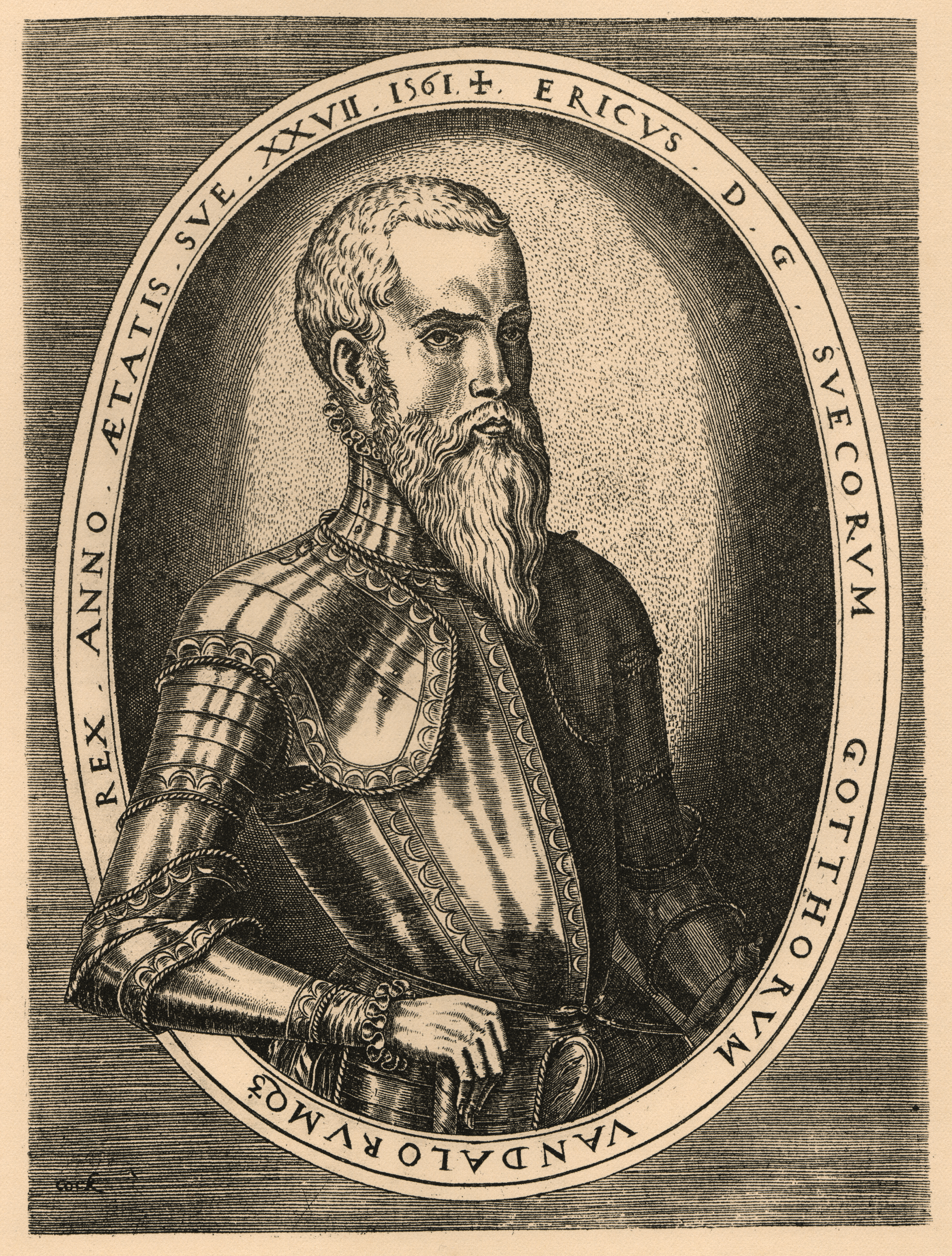
Erik XIV på gravyr från 1561.
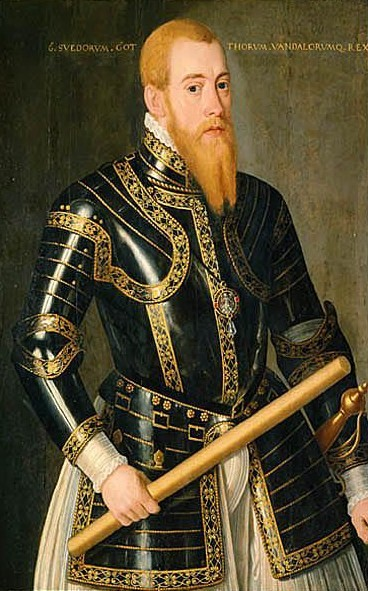
Erik XIV. Målning av Domenicus ver Wildt.
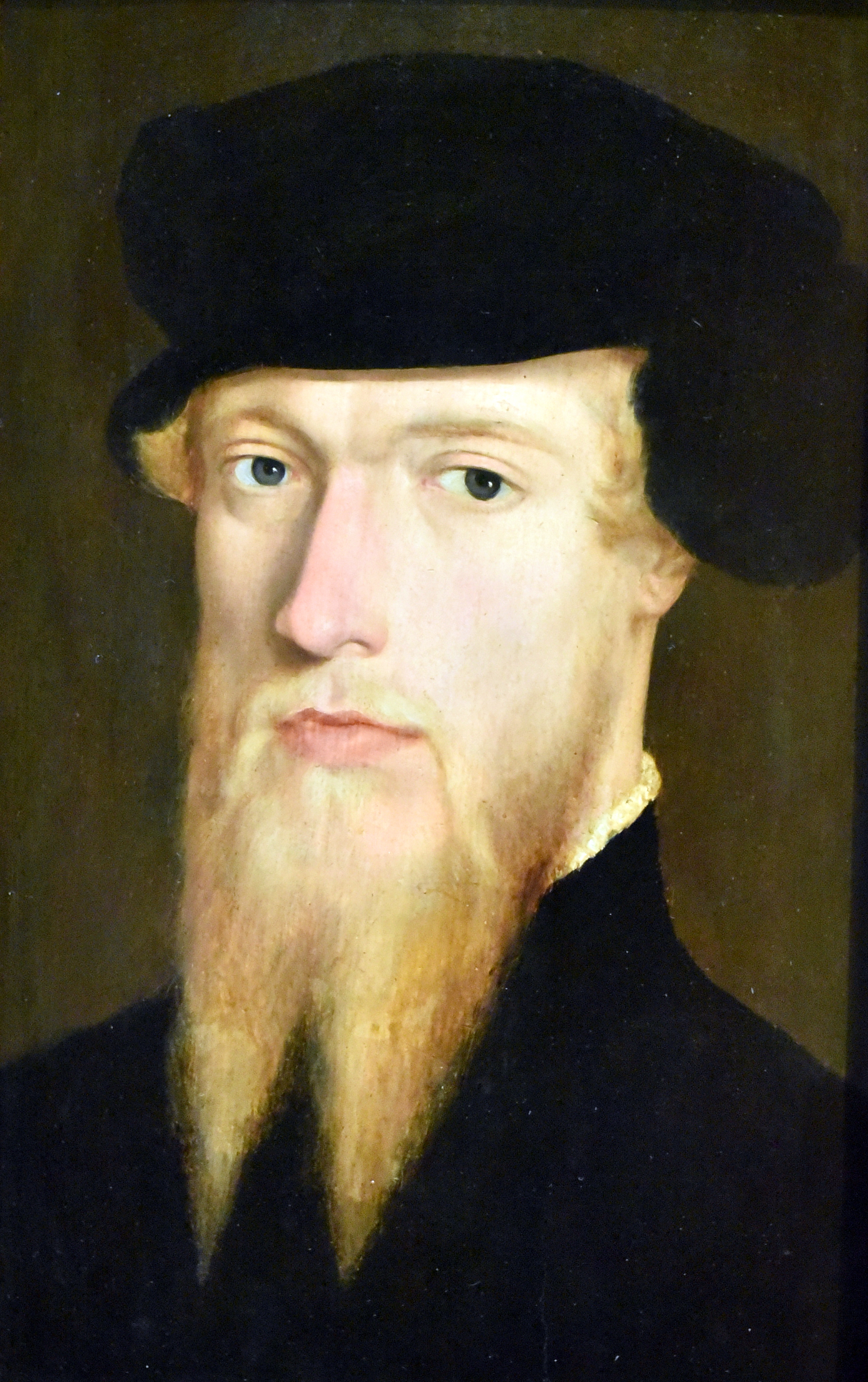
Erik XIV från ca 1565 av Domenicus ver Wildt.
Paradrustning som levererades till Erik XIV 1562. Tillverkad vid Arbogas vapenfaktori och dekorerad i Antverpen av guldsmeden Eliseus Lieberts efter förlagor från den franske konstnären Etienne Delaune. Finns på Livruskammaren.
Erik XIV:s paradsköld gjord i stål 1562. Dekorerad med krigande Amazoner.
En av Eriks näsdukar med hans vapensköld samt initialer 'E R' för Ericus Rex - Kung Erik. Enligt sägnen är fläckarna blod från Sturemorden.
Mynt från 1564.
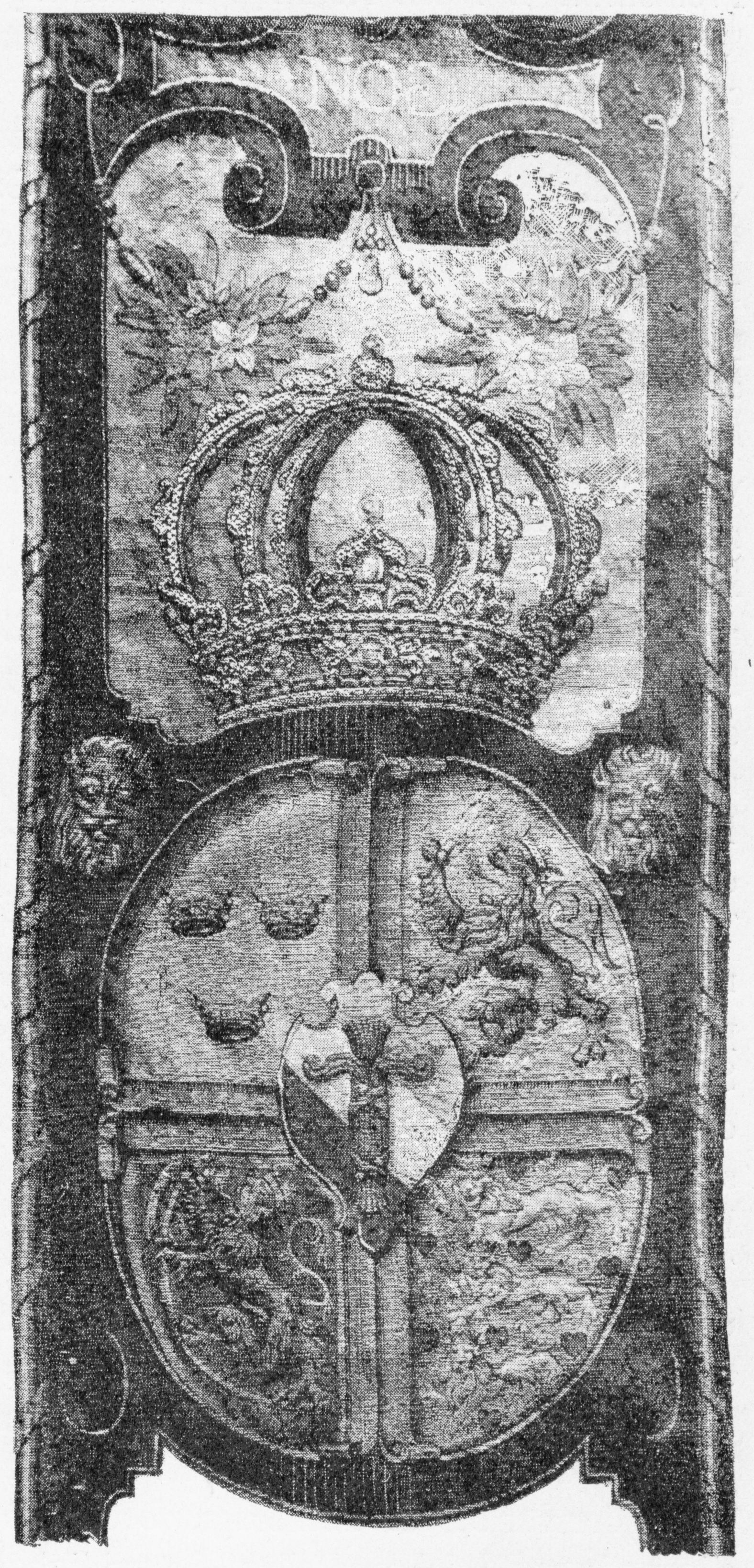
Erik XIV:s vapensköld, där Norges och Danmarks vapen har tagits upp.
Erik XIV av okänd konstnär.
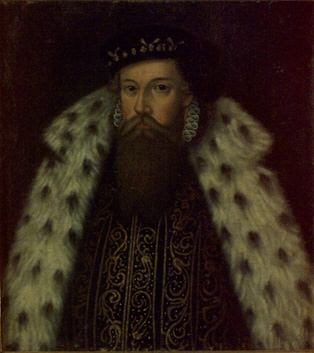
Erik XIV, 1600-tal.Erik
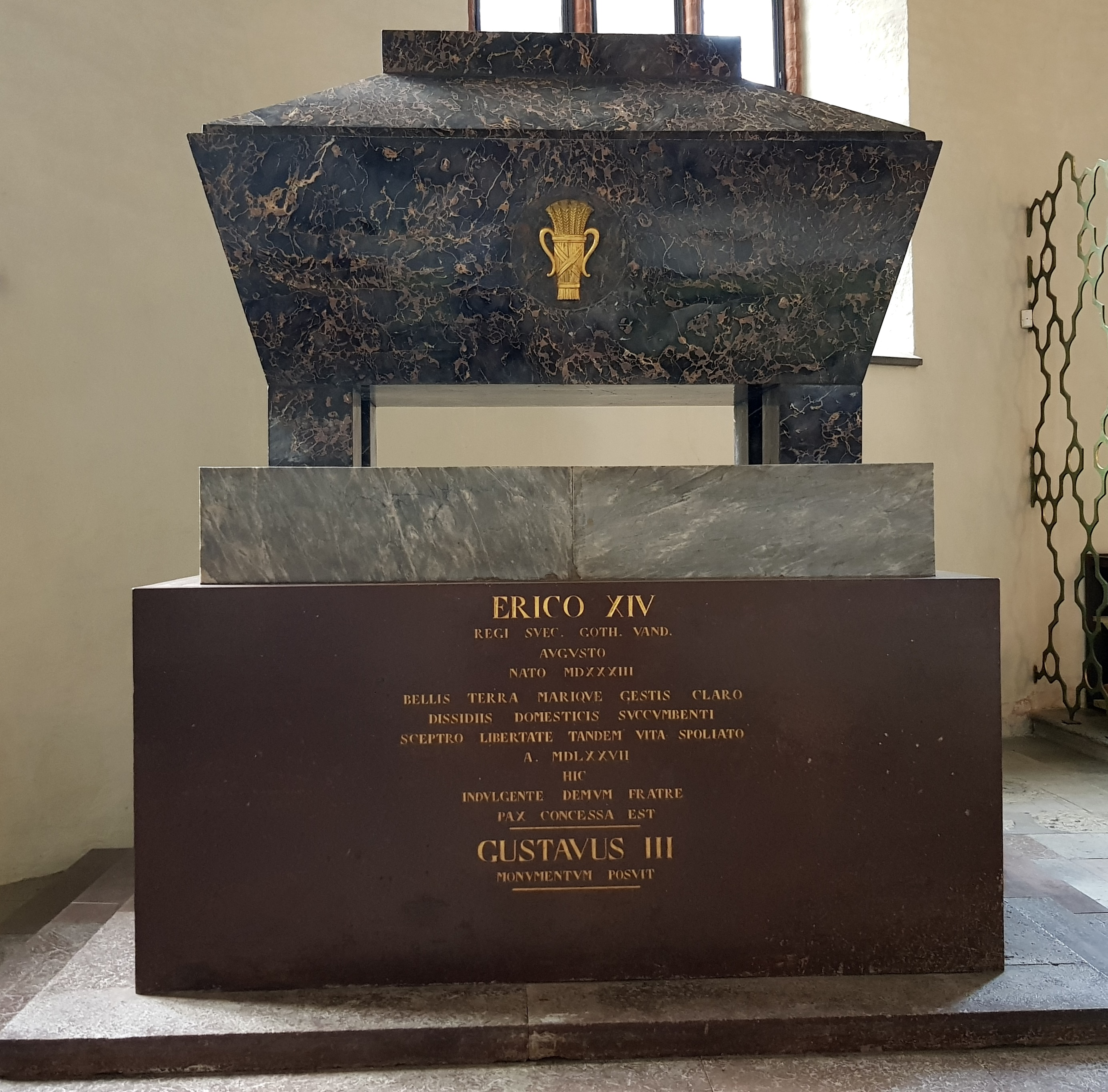
Kung Eriks sarkofag i Västerås domkyrka (här tillfälligtvis utan regalierna ovanpå som Gustav III lät flytta hit från broderns grav i Uppsala[22]).
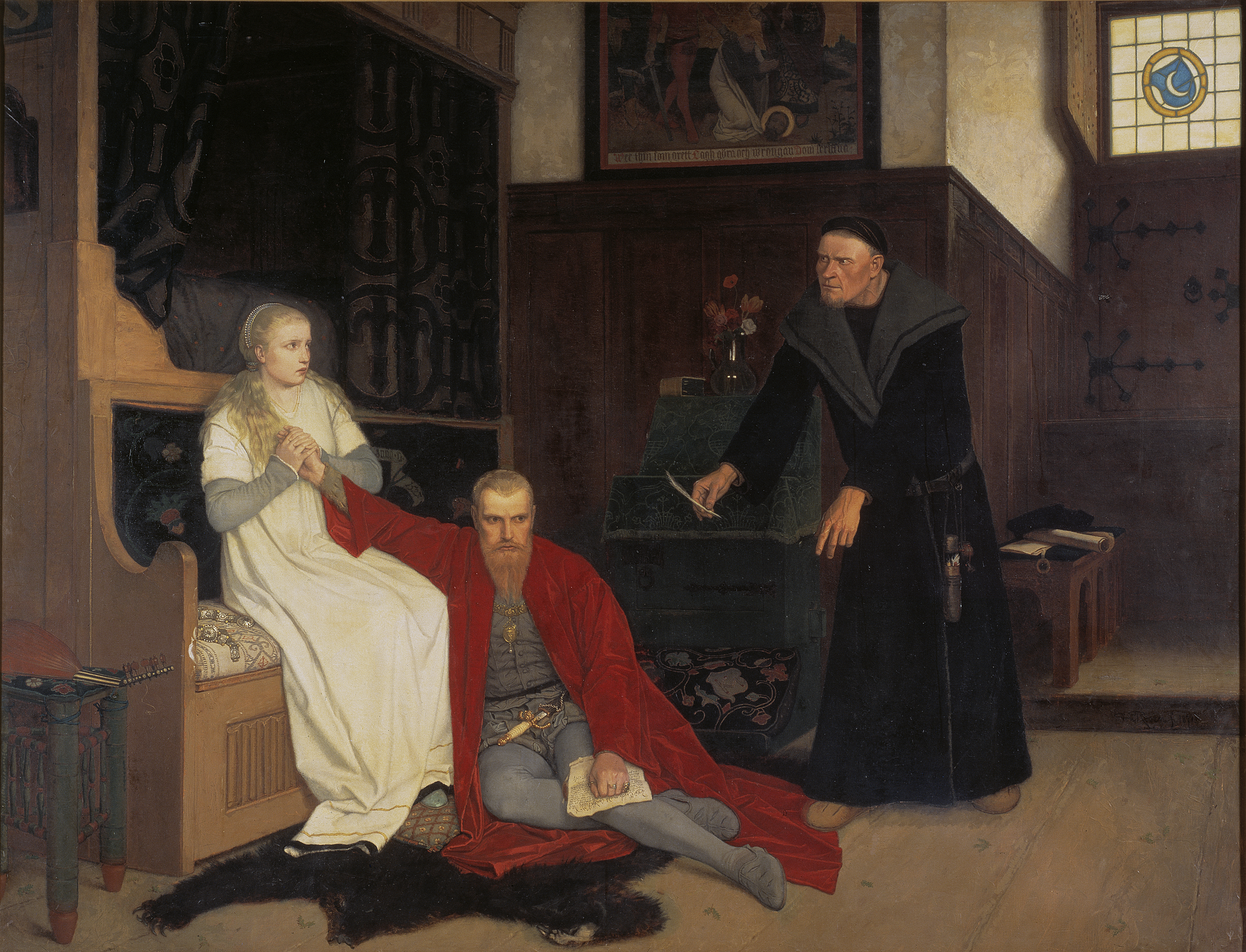
Erik XIV och Karin Månsdotter, en målning av Georg von Rosen från 1871, som också visar Jöran Persson.